# ایگورس میگلینیکس
ایگورس میگلینیکس (لتونیایی: Igors Miglinieks؛ زادهٔ ۴ مهٔ ۱۹۶۴) بازیکن بسکتبال لتونیایی‌تبار اهل شوروی بود.
وی در مسابقات کشوری و بین‌المللی در مجموع برندهٔ ۳ مدال طلا شده‌است.